# 榊村 (山梨県)
榊村（さかきむら）は山梨県中巨摩郡にあった村。現在の南アルプス市中心部の北西一帯にあたる。

## 地理
- 山：丸山
- 河川：滝沢川

## 歴史
- 1875年（明治8年）1月 - 巨摩郡曲輪田村・上宮地村・高尾村・平岡村が合併して榊村となる。
- 1878年（明治11年）7月22日 - 郡区町村編制法の施行により、榊村が中巨摩郡の所属となる。
- 1889年（明治22年）7月1日 - 町村制の施行により、榊村が単独で自治体を形成。
- 1954年（昭和29年）4月1日 - 小笠原町・野之瀬村と合併して櫛形町が発足。同日榊村廃止。